# نويبورغ أن در دوناو
نويبورغ أن در دوناو (بالألمانية: Neuburg an der Donau) هي بلدة ألمانية تقع في ألمانيا في منطقة نويبورغ شروبنهاوزن.

## المدن التوأمة
مدينة سيت هي مدينة توأمة لـنويبورغ آن در دوناو.

## أعلام
- آنا ماريا من نيوبورغ
- ديانا كوبزانوفا
- أندرياس لوبيتز
- هانس بيتر فيرنر
- خوان دياز
- دوروثيا صوفي من نيوبورغ
- فيرنر هاس
- ياكوب بالده
- فيليب لودفيغ، كونت بالاتينات-نيوبورغ
- إليزابيث أمالي من هسن-دارمشتات